# 沃尔特·鲁瑟
沃尔特·菲利普·鲁瑟（英語：Walter Philip Reuther，/ˈruːθər/; 1907年9月1日—1970年5月9日）是美国工会的领导人，在20世纪中期他使联合汽车工人工会（UAW）不仅成为汽车行业，甚至在民主党和产业工会联合会（CIO），都成为一股主要力量。20世纪30年代初，他曾是社会主义者，20世纪30年代中后期与共产党在汽车行业紧密合作。他是在20世纪40年代从UAW和CIO的办公室中去除共产党员的领导者。 到1949年，他成为主要的自由派和新政联盟的支持者，致力于加强工会运动、提高工资，并为工会领导人在全国民主党派政治中发出更大的声音。 在二十世纪六十年代，他是民权运动的主要支持者。